# Giffoni Film Festival
Het Giffoni Film Festival is het grootste Europese filmfestival voor kinderen en tieners. Het festival wordt sinds 1971 jaarlijks gehouden in het Italiaanse plaatsje Giffoni Valle Piana. Gemiddeld nemen 2000 kinderen en tieners uit 39 landen deel aan het festival. Verder komen er ongeveer 100.000 gasten, regisseurs, producers en filmsterren.
Het festival werd oorspronkelijk bedacht door Claudio Gubitosi die middels het festival jongeren geïnteresseerd wilde krijgen in de filmindustrie. Tijdens het festival kunnen kinderen naast het kijken van films ook leren over het maken van films en de films die vertoond worden belonen met prijzen.
Het festival heeft international een grote reputatie opgebouwd. Wereldwijd bestaan er meerdere alternatieve versies van het Giffoni Film Festival, waaronder in Polen, Argentinië, Australië, Albanië, China, Korea, 
Macedonië, India en de Verenigde Staten.